# Saison 12 de Doctor Who
Cet article concerne la seconde série. Pour la première, voir Saison 12 de Doctor Who, première série.
Chronologie
Saison 11  Saison 13
Cet article présente les épisodes de la douzième saison de la seconde série télévisée britannique Doctor Who. Elle est la deuxième du Treizième Docteur, interprétée par l'actrice britannique Jodie Whittaker.
Le tournage de la saison débute en janvier 2019, pour une diffusion en janvier 2020. Elle est la deuxième à être dirigée par Chris Chibnall en tant que scénariste principal et producteur exécutif. Elle est également la douzième saison à être diffusée après la reprise du programme en 2005 et est la trente-huitième saison au total.
Bradley Walsh, Mandip Gill et Tosin Cole font également leur retours pour jouer respectivement Graham O'Brien, Yasmin Khan et Ryan Sinclair.

## Synopsis
A travers l'espace et le temps, les temps sombres arrivent avec la révélation de la destruction de Gallifrey, un nouveau Docteur et un mystérieux « Cyberman solitaire ».

## Distribution

### Personnages principaux
- Jodie Whittaker : Treizième Docteur
- Bradley Walsh : Graham O'Brien
- Mandip Gill : Yasmin Khan
- Tosin Cole : Ryan Sinclair

### Personnages secondaires
- Sacha Dhawan : Le Maître (épisodes 1, 2, 9 et 10)
- Bhavnisha Parmar : Sonya Khan (épisodes 1, 2 et 7)
- Patrick O'Kane : Ashad (épisodes 8, 9 et 10)
- Shobna Gulati : Najia Khan (épisodes 1 et 2)
- Ravin J Ganatra : Hakim Khan (épisodes 1 et 2)
- Jo Martin : Ruth Clayton (épisodes 5 et 10)
- John Barrowman : Jack Harkness (épisodes 5 et Nouvel An 2021)
- Sharon D. Clarke : Grace O′Brien (épisode 7 et Nouvel An 2021)
- Anjli Mohindra : reine Skithra (épisode 4)
- Chris Noth : Jack Robertson (spécial Nouvel An 2021)

## Production
Chris Chibnall est de retour en tant que showrunner de la série, après le départ de Steven Moffat en 2017. Ed Hime, qui a écrit l'avant-dernier épisode de la saison 11, De l'autre côté, est l'auteur d'un unique scénario pour cette saison. Le 13 novembre 2019, l’entièreté de l'équipe d'écriture et de production est révélée : Ed Hime n'est pas le seul à revenir, c'est aussi le cas de Vinay Patel, qui avait écrit Les Démons du Pendjab, ainsi que de Pete McTighe, qui était à l'origine de Kerblam ! Trois nouveaux scénaristes feront leurs débuts dans Doctor Who : Nina Metivier, Maxine Alderton et Charlene James.
Le créateur des costumes, Ray Holman, annonce en novembre 2018 que la douzième saison est en pré-production. Le 17 novembre, la BBC confirme qu'elle est bien en production. Elle est divisée en cinq blocs de deux épisodes Jamie Stone, qui a précédemment réalisé le mini-épisode du cinquantième anniversaire The Last Day, réalise le premier bloc, qui comprend les premier et cinquième épisodes de la série,. Lee Haven Jones réalise les deuxième et troisième épisodes du deuxième bloc, Nida Manzoor réalise le troisième bloc, Emma Sullivan le quatrième bloc et Stone le cinquième bloc, soit les épisodes neuf et dix.
Le 21 mai 2019, la BBC a posté sur les réseaux sociaux une première image de production montrant le Treizième Docteur face à un Judoon. Le 23 novembre 2019, la BBC diffuse la première bande-annonce de cette saison.

## Réalisation
| Block | Épisode(s)                                        | Réalisateur.trice  | Scénariste(s)                    | Producteur.trice |
| ----- | ------------------------------------------------- | ------------------ | -------------------------------- | ---------------- |
| 1     | La Chute des espions, 1ère partie (Épisode 1)     | Jamie Magnus Stone | Chris Chibnall                   | Nikki Wilson     |
| 1     | Praxeus (Épisode 6)                               | Jamie Magnus Stone | Pete McTighe et Chris Chibnall   | Nikki Wilson     |
| 2     | La Chute des espions, 2ème partie (Épisode 2)     | Lee Haven Jones    | Chris Chibnall                   | Alex Mercer      |
| 2     | Orphan 55 (Épisode 3)                             | Lee Haven Jones    | Ed Hime                          | Alex Mercer      |
| 3     | La Nuit de terreur de Nikola Tesla (Épisode 4)    | Nida Manzoor       | Nina Metivier                    | Nikki Wilson     |
| 3     | Le Contrat des Judoons (Épisode 5)                | Nida Manzoor       | Vinay Patel et Chris Chibnall    | Nikki Wilson     |
| 4     | Vous m'entendez ? (Épisode 7)                     | Emma Sullivan      | Charlene James et Chris Chibnall | Alex Mercer      |
| 4     | Apparitions à la villa Diodati (Épisode 8)        | Emma Sullivan      | Maxine Alderton                  | Alex Mercer      |
| 5     | L'Ascension des Cybermen (Épisode 9)              | Jamie Magnus Stone | Chris Chibnall                   | Nikki Wilson     |
| 5     | Les Enfants intemporels (Épisode 10)              | Jamie Magnus Stone | Chris Chibnall                   | Nikki Wilson     |
| X     | La Révolution des Daleks (Spécial Nouvel An 2021) | Lee Haven Jones    | Chris Chibnall                   | Alex Mercer      |

## Diffusion

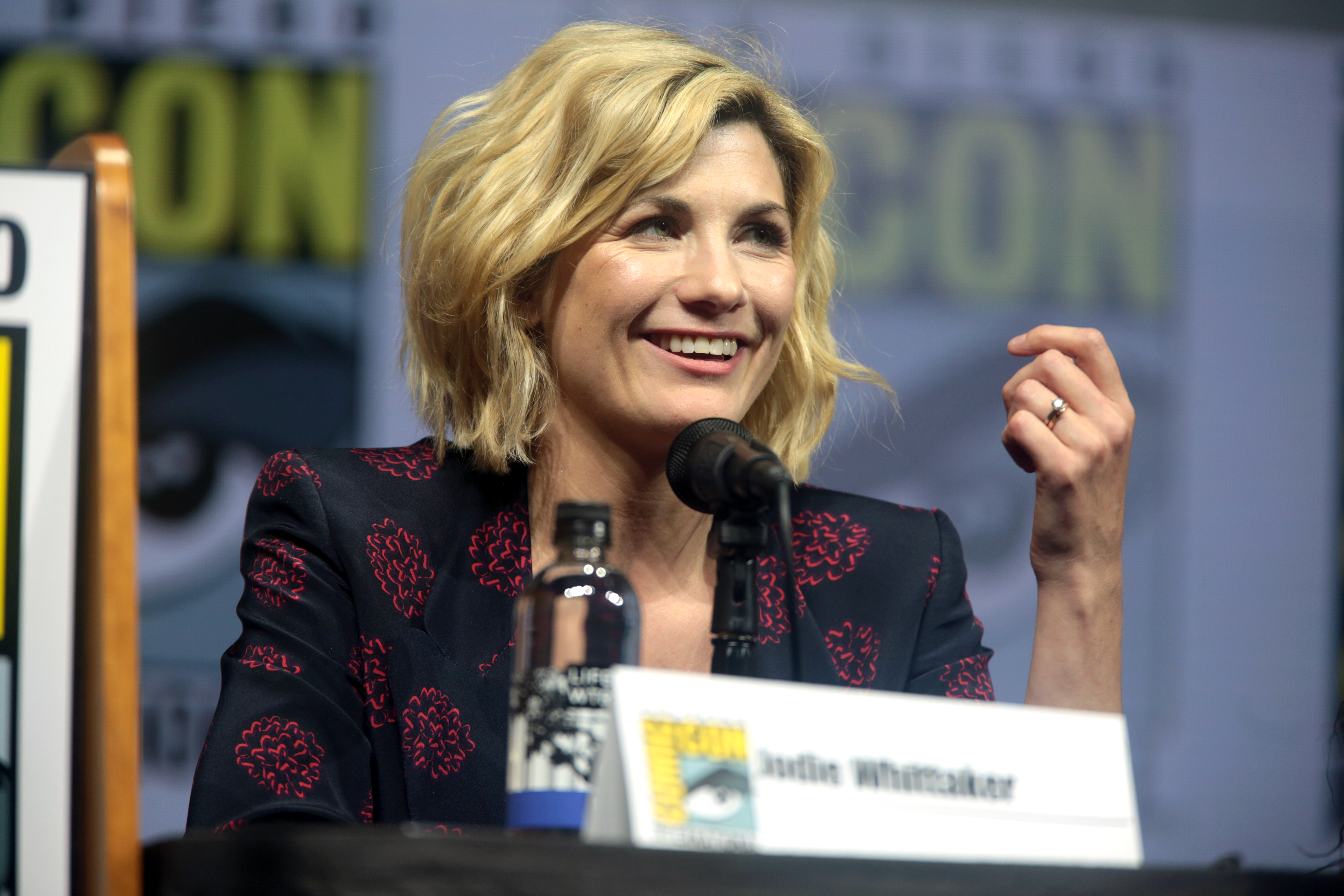
Jodie Whittaker, l'interprète du Docteur.

La saison 12 est attendue pour début 2020 sur la chaîne britannique BBC One. Le 12 novembre 2019, il est annoncé qu'une bande-annonce pour la saison 12 sera diffusée le 23 novembre 2019, à l'occasion du 56e anniversaire de la série. Le 2 décembre 2019, la BBC confirme le début de saison pour le 1er janvier 2020.
France Televisions indique le 14 février 2020 la sortie des sept premiers épisodes de la saison en version originale sous-titrée à partir du 27 février, sur la plateforme en ligne france.tv. Les trois derniers seront mis en ligne après la diffusion anglaise. Le compte Twitter France TV annonce dans la foulée la production de la VF pour une diffusion au printemps 2020. La diffusion de la VF est finalement repoussée à une date indéterminée en raison de la pandémie de covid-19. Elle a finalement commencé à être diffusée dès le 22 juillet 2020 sur France TV.

### Résumé des épisodes
| N° Hist. | N° Ep. | Titre                              | Réalisé par        | Écrit par                        | Diffusion originale | Diffusion française (Sur NRJ12) | Audience |
| Saison | Saison | Saison                             | Saison             | Saison                           | Saison              | Saison                          | Saison   |
| --- | ------ | ---------------------------------- | ------------------ | -------------------------------- | ------------------- | ------------------------------- | -------- |
| 288a | 1      | La Chute des espions, partie 1     | Jamie Magnus Stone | Chris Chibnall                   | 1er janvier 2020    | 22 novembre 2020                | 6.89     |
| Le Docteur, Yaz, Graham et Ryan sont appelés au MI6 par C pour enquêter sur des morts mystérieuses. Leur seule piste est Daniel Barton, PDG d'une société de médias. Le Docteur contacte l'Agent O, chargé de surveiller les activités extraterrestres. Un extraterrestre Kasaavin tue C, mais le Docteur et ses compagnons s'échappent. Yaz et Ryan enquêtent sur Barton, qui les invite à sa fête d'anniversaire. Graham et le Docteur trouvent O dans l'arrière-pays australien. Les deux groupes rencontrent les Kasaavins, bien que le Docteur soit capable de capturer l'un d'eux, découvrant leurs intentions hostiles. Alors qu'il se faufile dans le quartier général de Barton avec Ryan, Yaz est capturé par un Kasaavin, et le Kasaavin capturé par le Docteur se libère en se remplaçant par Yaz. Rejoints par O, les quatre enquêtent sur Barton lors de sa fête. Après que le Docteur l'ait confronté, Barton tente de s'échapper, alors le Docteur et ses compagnons poursuivent à moto jusqu'au jet privé de Barton. Sautant à bord du jet, O révèle qu'il est en fait le Maître ayant contrôlé Barton et les Kasaavins tout ce temps. Une bombe explose et le Maître s'échappe tandis que le Docteur est capturé par l'un des Kasaavin, laissant ses compagnons dans l'avion qui s'écrase. |        |                                    |                    |                                  |                     |                                 |          |
| 288b | 2      | La Chute des espions, partie 2     | Lee Haven Jones    | Chris Chibnall                   | 5 janvier 2020      | 22 novembre 2020                | 6.07     |
| Dans la dimension extraterrestre, le Docteur rencontre Ada Lovelace, et ils sont tous deux transportés en 1834. Le Docteur invoque une Kasaavin, espérant que cela la ramènera au XXIe siècle, mais Ada la rejoint brusquement. Dans le présent, Ryan découvre comment faire atterrir l'avion en toute sécurité après avoir trouvé un enregistrement du Docteur, mais Barton qualifie les compagnons de fugitifs. Le Docteur et Ada atterrissent accidentellement à Paris pendant la Seconde Guerre mondiale, mais sont secourus par Noor Inayat Khan. Le Maître traque le Docteur déguisé en nazi, bien qu'elle organise une rencontre entre eux. Le Maître prétend que Gallifrey a été détruit avant que le Docteur ne dévoile sa couverture et ne s'échappe avec Ada et Noor jusqu'au présent dans le TARDIS du Maître. Barton prend la parole lors d'une conférence, révélant que les Kasaavins réécriront l'ADN de l'humanité. Le Maître arrive et voit l'appareil s'activer, mais il échoue. Le Docteur expose les intentions du Maître aux Kasaavins, les incitant à l'emmener avec eux alors qu'ils sont forcés de retourner dans leur dimension. Le Docteur retourne sur Gallifrey détruite pour confirmer les dires du Maître et apprend grâce à un enregistrement de lui que leur vie était basée sur des mensonges. |        |                                    |                    |                                  |                     |                                 |          |
| 289 | 3      | Orphan 55                          | Lee Haven Jones    | Ed Hime                          | 12 janvier 2020     | 22 novembre 2020                | 5.38     |
| Le Docteur, Ryan, Yaz et Graham sont transportés au Tranquility Spa, un centre de vacances construit dans un dôme sur un monde désolé et inhabitable. En apparence paisible au premier abord, l'installation est rapidement envahie par les Dregs, des monstres humanoïdes, en raison d'une perturbation intentionnelle des systèmes de sécurité. Plusieurs invités et employés des installations sont tués avant que le Docteur ne rétablisse les champs de sécurité. Les survivants quittent le dôme pour sauver un autre survivant, mais les Dregs les conduisent dans un piège et ils se retirent dans un tunnel pour retourner à l'installation. L'une des invitées, Bella, révèle qu'elle a délibérément perturbé le domaine de la sécurité pour se venger de sa mère Kane, qui a construit Tranquility Spa et ignoré son enfance. Le Docteur découvre que la planète orpheline est en réalité la Terre après des années de changement climatique et de guerre, et que les Dregs sont des survivants humains mutés. Kane et Bella se sacrifient pour détruire l'installation et protéger les autres pendant que le Docteur les transporte en toute sécurité vers leurs planètes d'origine. |        |                                    |                    |                                  |                     |                                 |          |
| 290 | 4      | La Nuit de terreur de Nikola Tesla | Nida Manzoor       | Nina Metivier                    | 19 janvier 2020     | 23 novembre 2020                | 5.20     |
| En 1903, Nikola Tesla travaille sur son système de transmission d’énergie sans fil. Il rencontre un orbe flottante et s'enfuit alors qu'une silhouette masquée lui tire dessus. Le Docteur arrive et ils s'échappent à bord d'un train en direction de New York, où ils trouvent des manifestants attendant devant le laboratoire de Tesla, croyant aux histoires négatives sur Tesla diffusées par Thomas Edison. Le Docteur, Graham et Ryan visitent l'atelier d'Edison. La silhouette masquée arrive au laboratoire d'Edison et poursuit Edison. Le Docteur tente d'avertir Tesla et Yaz de retour dans son laboratoire, mais ils sont capturés et transportés vers un vaisseau extraterrestre invisible, appartenant à la reine du Skithra, un extraterrestre ressemblant à un scorpion, qui demande de l'aide pour le réparer. Le Docteur se transporte sur le vaisseau puis ramène Tesla et Yaz jusqu'au laboratoire de Tesla. La reine refuse de partir, menaçant de détruire la Terre si Tesla ne se rend pas. Tesla et le Docteur connectent le TARDIS pour aider à alimenter la tour de Wardenclyffe de Tesla, qui s'active, tirant des boulons électriques à travers le vaisseau, le forçant à quitter la Terre. |        |                                    |                    |                                  |                     |                                 |          |
| 291 | 5      | Le Contrat des Judoons             | Nida Manzoor       | Vinay Patel et Chris Chibnall    | 26 janvier 2020     | 24 novembre 2020                | 5.57     |
| Les Judoons recherchent à Gloucester un fugitif. Le Docteur interroge Lee et Ruth Clayton, un couple marié. Graham, Ryan et Yaz sont transportés vers un vaisseau spatial piloté par Jack Harkness. Lee se rend et est tué par Gat, l'employeur du Judoon, pour être le complice de Ruth. Quand les Judoons entoure le Docteur et Ruth, Ruth les soumet avec une puissance soudaine et inexplicable. Un texte de Lee déclenche les souvenirs de Ruth, qui les mènent à un phare. Incapable de téléporter le Docteur, Jack donne aux compagnons un message du futur et est obligé de se téléporter, les ramenant à Gloucester. Ruth trouve une boîte d'alarme à l'extérieur, la brise et est engloutie par l'énergie. Le Docteur découvre un TARDIS enterré, que Ruth prétend être le sien, se présentant comme le Docteur. Dans le TARDIS de Ruth, le Docteur et Ruth découvrent qu'aucune d'elles ne se souvient l'une de l'autre. Ruth a déjà travaillé pour Gat et a caché son identité avec un caméléoniseur. Le TARDIS est amené à bord du navire Judoon. Ayant reçu l'ordre de ramener Ruth sur Gallifrey. Le Docteur montre à Gat une vision d'un Gallifrey détruit. Gat tire sur Ruth mais l'arme se retourne contre elle. Ruth ramène le Docteur à Gloucester mais le mystère des deux Docteurs reste inexpliqué. |        |                                    |                    |                                  |                     |                                 |          |
| 292 | 6      | Praxeus                            | Jamie Magnus Stone | Pete McTighe et Chris Chibnall   | 2 février 2020      | 25 novembre 2020                | 5.22     |
| Le Docteur et ses compagnons enquêtent sur une bactérie qui recouvre les corps humains d'une substance cristalline avant de les désintégrer. Aidé par l'ancien policier Jake, la blogueuse Gabriela et la chercheuse médicale Suki, ils retrouvent le mari de Jake, Adam, aux premiers stades de l'infection et l'emmène au laboratoire de Suki pour l'évaluer pendant que Yaz et Gabriela explorent le site où ils ont trouvé Jake, trouvant finalement une téléportation vers un endroit extraterrestre. Le Docteur détermine que la bactérie est attirée par les microplastiques. Suki révèle qu'elle appartient à une race extraterrestre dévastée par cette bactérie, qu'ils ont appelée Praxeus, et était venu sur Terre pour l'évaluer davantage en vue d'un remède. Alors que le Docteur trouve un remède pour les humains, en l'utilisant sur Adam volontaire pour le tester, cela ne peut pas empêcher Praxeus d'affecter Suki et la désintègre bientôt. En se rendant vers l'emplacement de Yaz, ils découvrent qu'ils se trouvent sous la zone d'ordures de l'océan Indien, où se trouve le navire de Suki. Ils chargent les réserves du navire avec l'antidote et mettent le navire à s'autodétruire dans l'atmosphère pour le disperser, mais Jake pilote volontairement le navire lorsque le pilote automatique tombe en panne. Le Docteur matérialise le TARDIS autour de Jake, le sauvant quelques instants avant l'explosion. Praxeus étant arrêté, le Docteur suggère à Jake, Adam, et Gabriela qu'ils parcourent le monde ensemble.                                                        |        |                                    |                    |                                  |                     |                                 |          |
| 293 | 7      | Vous m'entendez ?                  | Emma Sullivan      | Charlene James et Chris Chibnall | 9 février 2020      | 26 novembre 2020                | 4.90     |
| Le Docteur ramène ses compagnons chez eux, où ils commencent simultanément à vivre des événements surnaturels. Graham a des visions d'une fille emprisonnée lui disant de la retrouver, Ryan voit une silhouette mystérieuse faisant disparaître son ami et Yaz voit une femme inconnue parmi les souvenirs de son passé. Le Docteur, toujours dans le TARDIS, reçoit un signal d'Alep du XIVe siècle, où elle rencontre une jeune femme nommée Tahira, qui souffre de problèmes de santé mentale. À la suite de leurs étranges expériences, les compagnons contactent le Docteur, qui utilise les visions de Graham pour retrouver la source des cauchemars avec le TARDIS. Ils sont conduits vers un vaisseau du futur piloté par Zellin, qui prétend être immortel et tout-puissant. Après avoir mis les compagnons et Tahira hors de combat, Zellin utilise l'instinct du Docteur pour libérer la jeune fille emprisonnée, Rakaya, un autre être immortel comme lui, qui se nourrit de leurs rêves. Le Docteur ramène Zellin et Rakaya en prison en utilisant leur montre et leur peur contre eux. |        |                                    |                    |                                  |                     |                                 |          |
| 294 | 8      | Apparitions à la villa Diodati     | Emma Sullivan      | Maxine Alderton                  | 16 février 2020     | 30 novembre 2020                | 5.07     |
| Le Docteur emmène ses compagnons en 1816 à la Villa Diodati aux bords du lac Léman pour voir Mary Shelley trouver l'inspiration pour écrire Frankenstein. Cependant, ils ont trouvé la villa apparemment hantée et le futur mari de Mary, Percy Shelley, a disparu. Une figure spectrale apparaît et se révèle comme un Cyberman nommé Ashad à la recherche du Cyberium disparu, les connaissances recueillies des Cybermen. Le Docteur découvre Percy, découvrant qu'il avait trouvé le Cyberium plus tôt et qu'il en était devenu fou, le Cyberium créant des images hantées pour empêcher toute découverte. Bien qu'il soit au courant de l'avertissement précédent de Jack concernant le Cyberman solitaire, le Docteur extrait le Cyberium de Percy et, sous la menace, le donne à Ashad, qui retourne vers le futur. |        |                                    |                    |                                  |                     |                                 |          |
| 295a | 9      | L'Ascension des Cybermen           | Jamie Magnus Stone | Chris Chibnall                   | 23 février 2020     | 1er décembre 2020               | 4.99     |
| Le Docteur et ses compagnons arrivent au dernier avant-poste de l'humanité dans un futur lointain, à temps pour les protéger d'une vague d'attaque de Cyber-drones, bien que certains humains soient tués. Le Docteur demande à Graham et Yaz d'emmener les autres dans leur vaisseau en lieu sûr pendant qu'elle, Ryan et Ethan, l'un des survivants, se rendent à Ko Sharmus, connu comme le dernier espoir de l'humanité. Ils découvrent que Ko Sharmus est une personne agissant comme un passeur permettant à d'autres humains de s'échapper par un portail vers l'autre côté de l'univers pour plus de sécurité. À bord du vaisseau humain, ils traversent un champ de bataille avec des débris de Cybermen morts et montent à bord d'un Cyber-transporteur apparemment abandonné. Cependant, trop tard, ils découvrent qu'Ashad et un groupe de Cyberguerriers sont arrivés et ont depuis saisi le pont de contrôle et dirigé le vaisseau vers le Docteur, et réveillent les autres Cybermen en stase. Yaz contacte le Docteur au sujet de leur arrivée imminente, juste au moment où Ko Sharmus ouvre le portail. Le portail se révèle être le nouvel emplacement des ruines de Gallifrey, à la grande surprise du Docteur. Le Maître passe à travers et dit au Docteur qu'elle devrait avoir peur car tout est sur le point de changer pour toujours. |        |                                    |                    |                                  |                     |                                 |          |
| 295b | 10     | Les Enfants intemporels            | Jamie Magnus Stone | Chris Chibnall                   | 1er mars 2020       | 2 décembre 2020                 | 4.69     |
| Le Maître téléporte de force le Docteur sur Gallifrey, où il l'emprisonne dans la Matrice. Dans la Matrice, le Maître révèle que le Docteur était une fille orpheline d'une autre dimension fondée et expérimentée par une femme Shobogan nommée Tecteun. Après plusieurs années, Tecteun découvre finalement comment l'Enfant peut se régénérer, conduisant ainsi à la création des Seigneur du Temps. Pendant ce temps, le Maître contacte Ashad pour conduire les Cybermen sur Gallifrey mais se rend compte qu'il ne peut pas avoir le Cyberium si Ashad est vivant, le poussant à rétrécir Ashad et à absorber le Cyberium. Il utilise ensuite le Cyberium pour convertir les Seigneur du Temps morts en Cybermen, qu'il a surnommé les « CyberMaîtres ». Yaz et Graham retrouvent en toute sécurité Ryan et les autres, puis suivent les Cybermen jusque sur Gallifrey. Ruth aide le Docteur à échapper à la Matrice en lui transmettant ses anciens et nouveaux souvenirs. De retour dans la chambre, le Docteur prévoit de faire exploser la particule mortelle des restes d'Ashad pour arrêter le Maître, mais Ko Sharmus arrive et prend sa place comme pénitence afin que le Docteur puisse s'échapper, faisant exploser la particule dans ses derniers instants. Avant qu'il n'explose, le Maître a ordonné aux CyberMaîtres de le suivre ailleurs. Les compagnons reviennent sur Terre dans une maison déguisée en TARDIS et le Docteur retourne vers son propre TARDIS. Soudain, les Judoons apparaissent pour arrêter le Docteur et l'emmener dans une prison lointaine ailleurs dans l'espace. |        |                                    |                    |                                  |                     |                                 |          |
| Spécial |        |                                    |                    |                                  |                     |                                 |          |
| 296 | —      | La Révolution des Daleks           | Lee Haven Jones    | Chris Chibnall                   | 1er janvier 2021    | 28 septembre 2022               | 6.25     |
| L'obus du reconnaissance Dalek a est intercepté par Jack Robertson, qui a financé un drone de défense. Graham et Ryan se rencontrent dans un TARDIS déguisé, où Yaz essaie de retrouver le Docteur. Graham lui montre une vidéo du drone de défense et ils affrontent Robertson. Jo Patterson, qui devrait être élu Premier ministre, demande à Robertson d'augmenter la production de drones. Le scientifique Leo découvre des cellules organiques dans les restes de Dalek et clone les cellules en une créature qui s'échappe et prend le contrôle de Leo. Leo se rend à Osaka, au Japon, où les clones de Dalek sont cultivés. Le Docteur est emprisonné depuis plusieurs décennies et rencontre Jack Harkness qui la libère. Ils rejoignent ses compagnons. Jack et Yaz enquêtent sur l'établissement tandis que le Docteur, Graham et Ryan affrontent Robertson. Le Dalek révèle son projet de s'emparer de la Terre. En utilisant la lumière ultraviolette, les clones Dalek se transportent dans les drones de défense. Le Docteur envoie un signal à un escadron de la mort de Daleks, qui élimine les Daleks de reconnaissance. Roberston fait alliance avec les Daleks. Jack, Graham et Ryan équipent le vaisseau Dalek d'explosifs. Le Docteur trompe les Daleks dans l'autre TARDIS où il est prêt à être transporté dans le Vide pour être détruit. Ryan et Graham décident de rester sur Terre. |        |                                    |                    |                                  |                     |                                 |          |

### Liste des épisodes

#### Épisode 1:La Chute des espions: partie 1
- Royaume-Uni : 1er janvier 2020 sur BBC One
- France : 22 novembre 2020

- Stephen Fry (C)
- Lenny Henry (Daniel Barton)

#### Épisode 2:La Chute des espions: partie 2
- Royaume-Uni : 5 janvier 2020 sur BBC One
- France : 22 novembre 2020 sur NRJ12

- Aurora Marion : Noor Inayat Khan

#### Épisode 3:Orphan 55
- Royaume-Uni : 12 janvier 2020 sur BBC One
- France : 22 novembre 2020 sur NRJ12

- James Buckley : Nevi
- Laura Fraser : Kane

Le Docteur, Graham, Ryan et Yaz se rendent au Tranquility Spa via un cube de transport pour un séjour de repos tout compris. 

#### Épisode 4:La Nuit de terreur de Nikola Tesla
- Royaume-Uni : 19 janvier 2020 sur BBC One
- France : 23 novembre 2020 sur NRJ12

#### Épisode 5:Le Contrat des Judoons
- Royaume-Uni : 26 janvier 2020 sur BBC One
- France : 24 novembre 2020 sur NRJ12

#### Épisode 6:Praxeus
- Royaume-Uni : 2 février 2020 sur BBC One
- France : 25 novembre 2020 sur NRJ12

#### Épisode 7:Vous m'entendez?
- Royaume-Uni : 9 février 2020 sur BBC One
- France : 26 novembre 2020 sur NRJ12

#### Épisode 8:Apparitions à la villa Diodati
- Royaume-Uni : 16 février 2020 sur BBC One
- France : 30 novembre 2020 sur NRJ12

#### Épisode 9:L'Ascension des Cybermen
- Royaume-Uni : 23 février 2020 sur BBC One
- France : 1er décembre 2020 sur NRJ12

#### Épisode 10:Les Enfants intemporels
- Royaume-Uni : 1er mars 2020 sur BBC One
- France : 2 décembre 2020 sur NRJ12

#### Épisode spécial:La Révolution des Daleks
- Royaume-Uni : 1er janvier 2021 sur BBC One
- France : 28 septembre 2022 sur NRJ12

## Réception
L'ouverture en deux parties de la saison intitulée La Chute des espions a été très bien reçue, les critiques comme RadioTimes saluant la performance « terrifiante » de Sacha Dhawan dans le rôle du Maître. Plusieurs détracteurs à la saison précédente, éreintée pour sa critique sociale trop présente, notent une amélioration de la qualité de l'intrigue et des enjeux dramatiques. Le site Polygon estime que cette saison met « radicalement le pas dans la bonne direction », ajoutant que « là où la [saison 11] reniait son passé, cette saison lui fait honneur ».
L'intégralité de la saison, même si mieux considéré que la précédente, a plutôt divisé les critiques dans son entièreté. À l'image de ses premières impressions, le site RadioTimes se veut très optimiste quant à l'avenir de la série, arguant qu'elle a fait un « grand bond en avant en termes d'échelle, de caractérisation et d'ambition ». Gizmodo évoque également "un futur très excitant" pour la série. Le site DigitalSpy se veut plus mesuré en notant que 49% de ses lecteurs étaient "très déçus" du final de la saison. En France, le site spécialisé en culture audiovisuelle et vidéoludique BrainDamaged est beaucoup moins enthousiaste en intitulant son article "Doctor Who Saison 12 : Comment ruiner la mythologie de la série", mettant en avant des "retours inexpliqués", "un fan-service", un manque d'émotion et une "écriture déséquilibrée".